# Eisenborn
Eisenborn (luxemburgiska: Eesebur) är en ort i kommunen Junglinster i Luxemburg. Orten hade 147 invånare (2018). Eisenborn ligger vid floden Ernz Blanche, cirka 10 km nordost om staden Luxemburg.